# Colégio Estadual Vila Canária
O Colégio Estadual Vila Canária é uma escola de ensino médio localizada no bairro da Vila Canária, situado na periferia de Salvador, capital do estado brasileira da Bahia. Ela se destaca por sua edificação sustentável pioneira no ensino público baiano com uma usina de energia solar fotovoltaica própria e instalações para o aproveitamento de água pluvial.

## História
Esta unidade escolar de ensino público estadual foi criada como contrapartida de um termo de acordo e compromisso celebrado entre o Esporte Clube Ypiranga e o Governo do Estado da Bahia em 5 de março de 2020, no qual foi desapropriada uma área de 10 mil metros quadrados para a construção da unidade escolar.
As obras foram iniciadas em janeiro de 2021, tendo custado o valor de 22,5 milhões de reais gastos pelo Governo do Estado da Bahia como investimento. No ano seguinte, o Colégio Estadual foi inaugurado em cerimônia realizada em 30 de junho de 2022. O novo colégio absorveu os alunos do Colégio Estadual Filadélfia e do Colégio Estadual de Pau da Lima, ambos desativados pelo governo estadual desde então.

## Infraestrutura
O Colégio Estadual Vila Canária é um estabelecimento de ensino que possui uma estrutura composta por 35 salas de aula, auditório, laboratórios, piscina e quadra poliesportiva coberta. O colégio possui 120 funcionários.
A infraestrutura escolar é orientada por padrões de sustentabilidade possuindo instalações para captação de água da chuva e uma usina fotovoltaica exclusiva para a geração de energia solar.

## Ensino
O regime de ensino da escola é em tempo integral, modelo de ensino que possui inspiração no pensamento pedagógico de educador baiano Anísio Teixeira, em especial sua Escola Parque dos anos 1950, e em estabelecimentos implantados na década de 1980 pelo governador do rio de Janeiro Leonel Brizola (os Centros Integrados de Educação Pública ou "Brizolões") e na década de 1990 pela prefeita de São Paulo Marta Suplicy (os Centros de Educação Unificada).
O Colégio Estadual Vila Canária possui convênio, por meio do Governo do Estado da Bahia, com o Instituto Cervantes para aprendizado da língua espanhola.